# A Kínai Népköztársaság altartományszintű egységei
Az altartományi egység (egyszerűsített kínai: 副省级行政区, hagyományos: 副省級行政區, pinjin: fu-seng-csi hszing-cseng-csü) a Kínai Népköztásraság közigazgatási egysége, olyan mint a prefektúraszintű város, amely a tartomány irányítása alá tartozik, azonban független gazdasági és jogi közigazgatással bír.
Az altartományi egységek, a prefektúraszintű egységekhez hasonlóan olyan közigazgatási egységek, amelyek jellemzően egy fő városi területből, illetve az ennél lényegesen nagyobb vidéki területből, kisebb városokból, falvakból és községekből állnak.
Az altartományi egység elnökének státusza egyenrangú a tartomány kormányzóhelyettesével. Ennek a közigazgatási egységnek a státusza azon városok alatt van, amelyek közvetlenül irányított városok, egyenrangú a tartományokkal, ám a prefektúraszintű egységek fölött helyezkedik el, amelyek közvetlenül a tartományok ellenőrzése alatt állnak. Viszont szinte az összes térképen ugyanúgy jelölik az altartományi egységeket is, mint más tartományi fővárosokat (vagy prefektúraszintű városokat, amennyiben nem tartományi fővárosok).

## Az altartományszintű egységek térképe a Kínai Népköztársaságban
|  |

### Altartományi városok
1994. február 25-én a Kínai Kommunista Párt Szervezési Osztálya 16 korábbi várost nevezett át altartományi várossá prefektúraszintű városból. Ezek többnyire egyben a saját tartományaik fővárosai is.
Jelenleg 15 altartományi város van, miután Csungking közvetlenül irányított státuszt kapott:
| Település neve | Egyszerűsített kínai | Han kínai pinjin | Tartomány     | Karaktere | Régió       | Népesség (2010) | Alapítás   | Alegység                                 |
| -------------- | -------------------- | ---------------- | ------------- | --------- | ----------- | --------------- | ---------- | ---------------------------------------- |
| Csangcsun      | 长春市               | Chángchūn        | Csilin        | 长        | Északkelet  | 7,677,089       | 1989-02-11 | 7 körzet, 2 megyeszintű város és 1 megye |
| Csengtu        | 成都市               | Chéngdū          | Szecsuan      | 蓉        | Délnyugat   | 14,047,625      | 1989-02-11 | 9 körzet, 4 megyeszintű város és 6 megye |
| Talien         | 大连市               | Dàlián           | Liaoning      | 连        | Északkelet  | 6,690,432       | 1984-07-13 | 7 körzet, 2 megyeszintű város és 1 megye |
| Kanton         | 广州市               | Guǎngzhōu        | Kuangtung     | 穗        | Délközép    | 12,700,800      | 1984-10-05 | 11 körzet                                |
| Hangcsou       | 杭州市               | Hángzhōu         | Csöcsiang     | 杭        | Kelet       | 8,700,400       | 1994-02-25 | 8 körzet, 3 megyeszintű város és 2 megye |
| Harbin         | 哈尔滨市             | Hāěrbīn          | Hejlungcsiang | 哈        | Északkelet  | 10,635,971      | 1984-10-05 | 9 körzet, 2 megyeszintű város és 7 megye |
| Csinan         | 济南市               | Jǐnán            | Santung       | 泉        | Kelet       | 6,814,000       | 1994-02-25 | 6 körzet, 1 megyeszintű város és 3 megye |
| Nanking        | 南京市               | Nánjīng          | Csiangszu     | 宁        | Kelet       | 8,001,680       | 1989-02-11 | 11 körzet                                |
| Ningpo         | 宁波市               | Níngbō           | Csöcsiang     | 甬        | Kelet       | 7,605,689       | 1987-02-24 | 6 körzet, 3 megyeszintű város és 2 megye |
| Csingtao       | 青岛市               | Qīngdǎo          | Santung       | 胶        | Kelet       | 8,715,100       | 1986-10-15 | 6 körzet és 4 megyeszintű város          |
| Senjang        | 沈阳市               | Shěnyáng         | Liaoning      | 沈        | Északkelet  | 8,106,171       | 1984-07-11 | 9 körzet, 1 megyeszintű város és 3 megye |
| Sencsen        | 深圳市               | Shēnzhèn         | Kuangtung     | 深        | Délközép    | 10,357,938      | 1988-10-03 | 6 körzet (4 új körzet)                   |
| Vuhan          | 武汉市               | Wǔhàn            | Hupej         | 汉        | Délközép    | 9,785,392       | 1984-05-21 | 13 körzet                                |
| Hsziamen       | 厦门市               | Xiàmén           | Fucsien       | 鹭        | Kelet       | 3,531,347       | 1988-04-18 | 6 körzet                                 |
| Hszian         | 西安市               | Xī'ān            | Senhszi       | 镐        | Északnyugat | 8,467,837       | 1984-10-05 | 9 körzet és 4 megye                      |

Csungking korábban Szecsuan altartományszintű városa volt 1997. március 14-ig, amikortól a tartománytól független várossá vált. A Xinjiang Production and Construction Corps szintén altartományi város ranggal bír.
Csengtu a legnagyobb altartományszintű város, amelynek népessége meghaladja Tiencsin független városét, és mind Harpin, mind Csengtu területe is nagyobb mint Tiancsiné.

### Új altartományszintű területek
Ezen felül Sanghaj Putung új területe, valamint Tiancsin Pinhaj új területe megyeként altartományi hatalommal bír.
| Név               | Egyszerűsített kínai | Han pinjin    | Város    | Karakter | Régió | Népesség (2010) | Alapítás | Alegység                                                     |
| ----------------- | -------------------- | ------------- | -------- | -------- | ----- | --------------- | -------- | ------------------------------------------------------------ |
| Binhaj új terület | 滨海新区             | Bīnhǎi Xīn Qū | Tiencsin | 滨       | Észak | 2,482,065       | 2009     | 19 Subdistricts és 7 towns (11 special township-level zones) |
| Putung új terület | 浦东新区             | Pǔdōng Xīn Qū | Sanghaj  | 浦       | Kelet | 5,044,430       | 1992     | 13 alkörzet és 25 város (6 különleges város szintű zóna)     |

### Altartományszintű autonóm prefektúra
| Név                          | Egyszerűsített kínai | Han pinjin            | Város       | Karakter | Régió       | Népesség (2010) | Alapítás | Alegység                                                        |
| ---------------------------- | -------------------- | --------------------- | ----------- | -------- | ----------- | --------------- | -------- | --------------------------------------------------------------- |
| Ili kazak autonóm prefektúra | 伊犁哈萨克自治州     | Yīlí Hāsàkè Zìzhìzhōu | Hszincsiang | 伊犁     | Északnyugat | 4,305,119       | 1979     | (2 prefektúra) 5 megyeszintű város, 17 megye és 2 autonóm megye |

## Altartományi települési gyűlés
Az altartományi település népi kongresszus nemzeti állótanácsának elnökökkel kiegészített tanácskozásán (kínai: 全国副省级城市人大常委会主任联席会议) részt vesznek az altartományi városok elnökei és elnökhelyettesei. Ez az 1985-ös Kuangcsou (Kanton) városi népi kongresszusának ajánlása szerint történik. Konferenciák:
1. Kuangcsou (1985. február 26 – március 4.)
2. Harpin (1985. augusztus 27–31.)
3. Vuhan (1986. május 20–24.)
4. Talian (1987. augusztus 10–14.)
5. Hszian (1988. szeptember 9–13.)
6. Senjang (1990. augusztus 13–17.)
7. Csungking (1991. november 22–26.)
8. Csingtao (1992. május 3–7.)
9. Sencsen (1993. október 25–28.)
10. Nanking (1994. november 1–4.)
11. Csangcsun (1995. május 21–24.)
12. Hangcsou (1996. október 20-24.)
13. Csinan (1997. október 19-25.)
14. Hsziamen (1998. október 12-16.)
15. Ningpo (1999. október 17-20.)
16. Csengtu (2000. október 10-13.)
17. Kuangcsou (2001. október 30 - november 3.)
18. Harpin (2002. július 23–26.)
19. Vuhan (2003. október 8-12.)
20. Senjang (2004. augusztus 31 – szeptember 6.)
21. Csingtao (2005. szeptember 6-8.)
22. Sencsen (2006. október 20-23.)
23. Talian (2007. augusztus 14-16.)
24. Hszian (2009. április 13-16.)
25. Nanking (2010. október 18-20.)
26. Csangcsun (2011. augusztus 22-25.)